# Biogeografia d'illes
La biogeografia d'illes és un camp científic dins la biogeografia que estableix i explica els factors que afecten la biodiversitat de comunitats naturals aïllades. Aquest camp d'estudi va ser iniciat a la dècada de 1960 pels ecòlegs Robert MacArthur i Edward Osborne Wilson que encunyaren aquest terme per a referir-se a les prediccions sobre el nombre d'espècies que podrien existir en una illa tot just creada. El concepte d'illa va eixamplar-se a qualsevol hàbitat envoltat per àrees inadequades per a les espècies. Pot ser que no siguin veritables illes envoltades pel mar, sinó també muntanyes envoltades per deserts, llacs envoltats per la terra ferma o encara reserves naturals circumdades per infraestructures o paisatges humans, difícils de travessar per moltes espècies. Un cas especial formen moltes reserves naturals: es va palesar que la mera protecció no és suficient com que comporta entre d'altres el risc de degeneració genètica per excessiva consanguinitat, si no hi ha cap passadissos ecològics.

## Teoria
La teoria de la biogeografia d'illes sosté que el nombre d'espècies que es trobarà en una illa (nombre d'equilibri) és determinat per dos factors, la distància del continent i la mida de l'illa. Aquests factors afectarien l'índex d'extinció a les illes i el nivell d'immigració.

Nombre total d'espècies de rèptils i amfibis en set illes de mida diferent

Les illes més properes al continent tenen major probabilitat de rebre immigrants nous que aquelles que hi estan més allunyades. L'efecte de la mida es reflecteix en la relació entre mida de l'illa i la diversitat d'espècies. En les illes més petites la probabilitat d'extinció és més gran. Així les illes grans poden tenir més espècies que les illes petites. Aquesta teoria va ser confirmada per Wilson i Daniel Simberloff després d'una observació als manglars de Florida: les illes més properes al continent tenien de fet més espècies, segons la predicció.
Factors que influencien comunitats d'illes
- Grau d'aïllament (distància al veí més proper i al continent)
- Durada de l'aïllament
- Mida de l'illa
- Clima (tropical contra l'àrtic, clima humit contra àrid, etc.)
- Corrents en relació amb l'oceà (influències: aliments, peixos, ocells, i patrons del flux de llavors).
- Composició inicial de plantes i animals si va ser unida prèviament a una massa més extensa de terra (per exemple, marsupials, primats, etc.).
- La composició de les espècies colonitzadores primerenques (si están aïllades).
- Activitat humana.[1]

## Conservació
Pocs anys després de publicar-se aquesta teoria va aplicar-se al camp de la biologia de la conservació, El fet que les reserves i parcs naturals formin illes dins paisatges alterats va causar una gran preocupació, ja que significaria que aquestes illes, a la llarga, poden perdre espècies. Això va portar al debat conegut com «un sol de gros i diversos de petit» (SLOSS, per les sigles, single large or several small) descrit per l'escriptor David Quammen en The song of the dodo (La Cançó del Dodo)" com «la versió ecològica gentil de la guerra de trinxeres».
La teoria de la biogeografia d'illes ha conduït al desenvolupament del corredor biològic com una eina de conservació. L'especiació al·lopàtrica és la que millor s'aplica a la biogeografia d'illes respecte a la biodiversitat. El 2006, la Generalitat de Catalunya va publicar el vademècum Bases per a les directrius de connectivitat ecològica de Catalunya que és un resum de les regles, normes i bones pràctiques per a mantenir o restaurar la continuïtat del medi ambient.